# Florence Fuller
Florence Ada Fuller (1867 - 17 de juliol de 1946) va ser una artista australiana nascuda a Àfrica del Sud.
Originària de Port Elizabeth, Fuller va emigrar de nena a Melbourne amb la seva família. Allà va iniciar-se en la pintura amb el seu oncle Robert Hawker Dowling, i també amb qui fou la seva mestra, Jane Sutherland. Més endavant va rebre classes a la National Gallery of Victoria Art School, esdevenint una artista professional a finals de la dècada de 1880. El 1892 va abandonar Austràlia, viatjant primer a Sud-àfrica, on va conèixer i va pintar per a Cecil Rhodes, i després va continuar el seu viatge fins a Europa. Va viure i va estudiar allà durant la dècada següent, amb l'excepció d'un breu retorn a Sud-àfrica el 1899 per pintar un retrat de Rhodes. Entre 1895 i 1904 les seves obres van ser exposades al Saló de París i a la Royal Academy de Londres.
L'any 1904 va tornar a Austràlia i es va instal·lar a Perth. Allà esdevingué membre activa de la Societat Teosòfica i va pintar algunes de les seves obres més conegudes, entre les quals destaca A Golden Hour («Una hora daurada»), qualificada d'obra mestra per la Galeria Nacional d'Austràlia l'any 2013, quan adquirí l'obra per a la seva col·lecció.

L'obra és un oli sobre tela de 109 cm per 135 cm d'amplada i representa una dona i un home junts en un entorn rural a última hora de la tarda, envoltats d'herba i vegetació. Quan el quadre es va posar a la venda el 2012, el catàleg de la casa de subhastes deia que havia estat propietat de William Ride, antic director del Museu d'Austràlia Occidental i explicava:
Els actuals propietaris afirmen que el professor Ride sempre va entendre que les figures de la imatge eren Sir John Winthrop Hackett (aleshores propietari del diari The West Australian, conegut home de negocis i filantrop, el regal del qual va permetre la construcció dels impressionants edificis de la Universitat d'Austràlia Occidental i St. George's Residential College), i la seva nova dona, Deborah Vernon Hackett ".

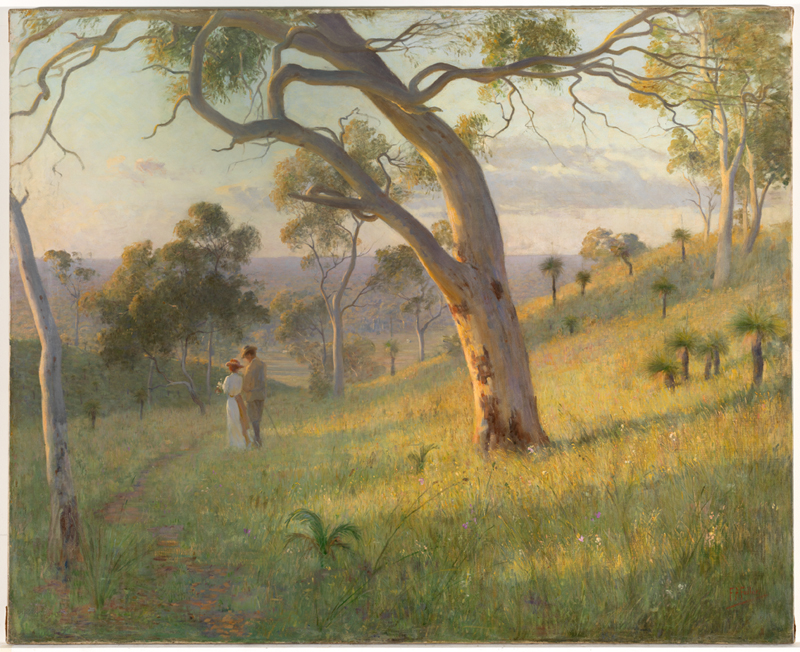
Una hora daurada (1905)

A partir de 1908 Fuller va tornar a viatjar amb intensitat, vivint a l'Índia i al Regne Unit abans d'acabar instal·lant-se a Sydney.
En aquella època ja era una reconeguda artista de retrat i paisatge, i al voltant de 1914 la seva obra formava part de la col·lecció de quatre museus (tres a Austràlia i un a Sud-àfrica), tot un rècord per a una pintora australiana en aquell moment. Un cop a Sydney, Fuller fou la primera professora de dibuix al natural de l'Escola de Belles Arts i Arts Aplicades de la ciutat, fundada l'any 1920 per la societat de pintores de Nova Gal·les del Sud.

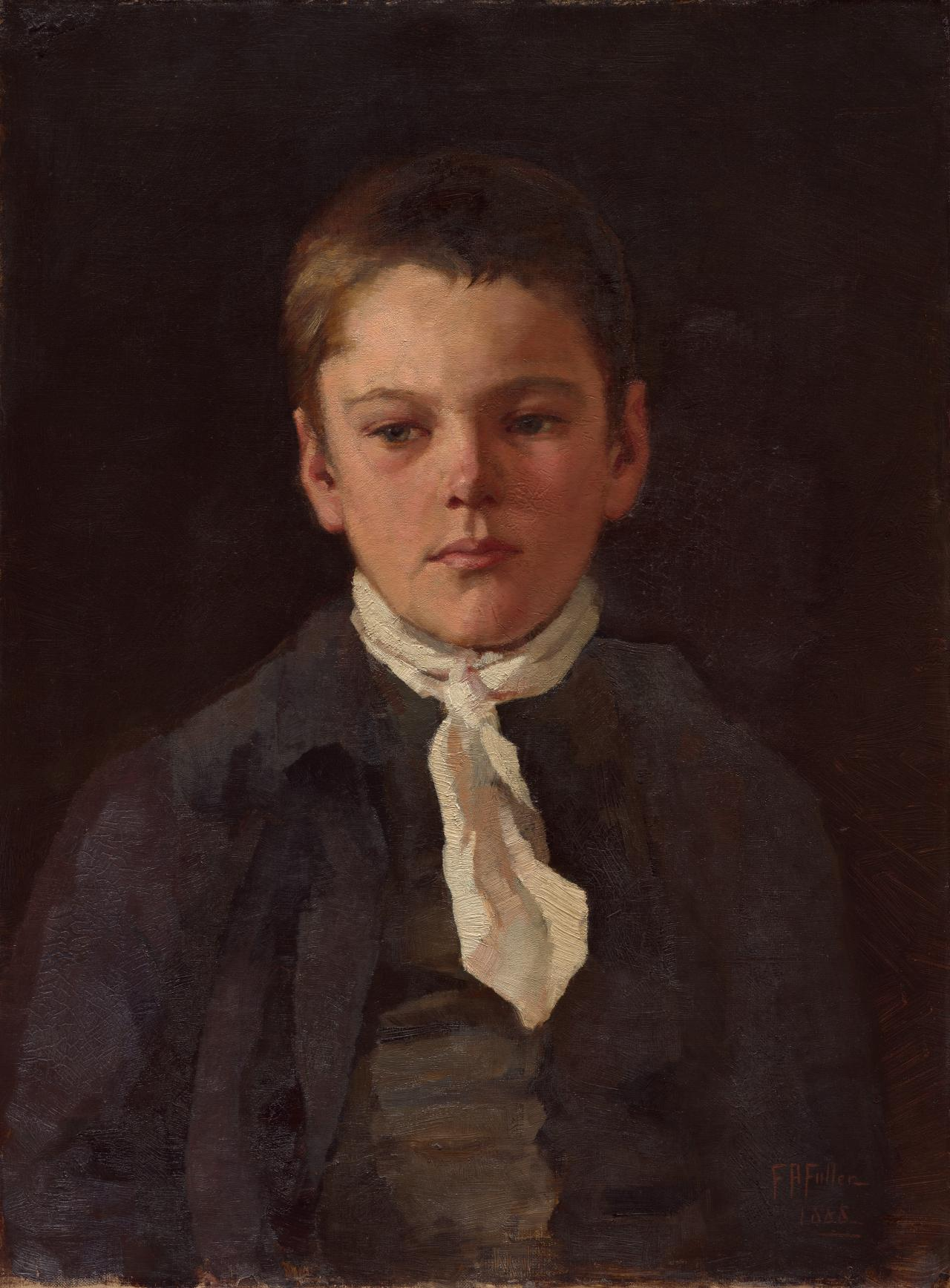
Paper Boy, 1888

## La seva relació amb la teosofia
Potser va ser Jane Sutherland qui va introduir Fuller en la teosofia, una filosofia espiritual i mística que ensenya la unitat de l'existència i posa l'accent en la recerca de la saviesa universal. Ella va ser una de les moltes artistes australianes que es van convertir en teòsofs, com Violet Teague, Vida Lahey i Ethel Carrick. O també Bessie Rischbieth. Fuller va ser diverses vegades secretària, tresorera i bibliotecària de la branca local de la Societat Teosòfica. Fuller tenia un estudi a Perth i la Societat el va fer servir per a les seves reunions.

Al 1908, va viatjar a l'Índia i s'allotjà a Adyar. D'aquell temps, Florence Fuller va escriure:
Vaig anar a la recerca no només de la bellesa, la llum i el color, i el pintoresc en general, que delecten la vista i les emocions de tots els artistes, sinó d'alguna cosa més profunda, alguna cosa menys fàcil d'expressar. Vaig passar dos anys i mig en una comunitat que és força única —potser l'assentament més cosmopolita del món—, la seu de la Societat Teosòfica... Bé, hi vaig pintar, és clar, però el meu art estava experimentant un canvi, i vaig sentir que no em podria satisfer si no fos molt més gran. 

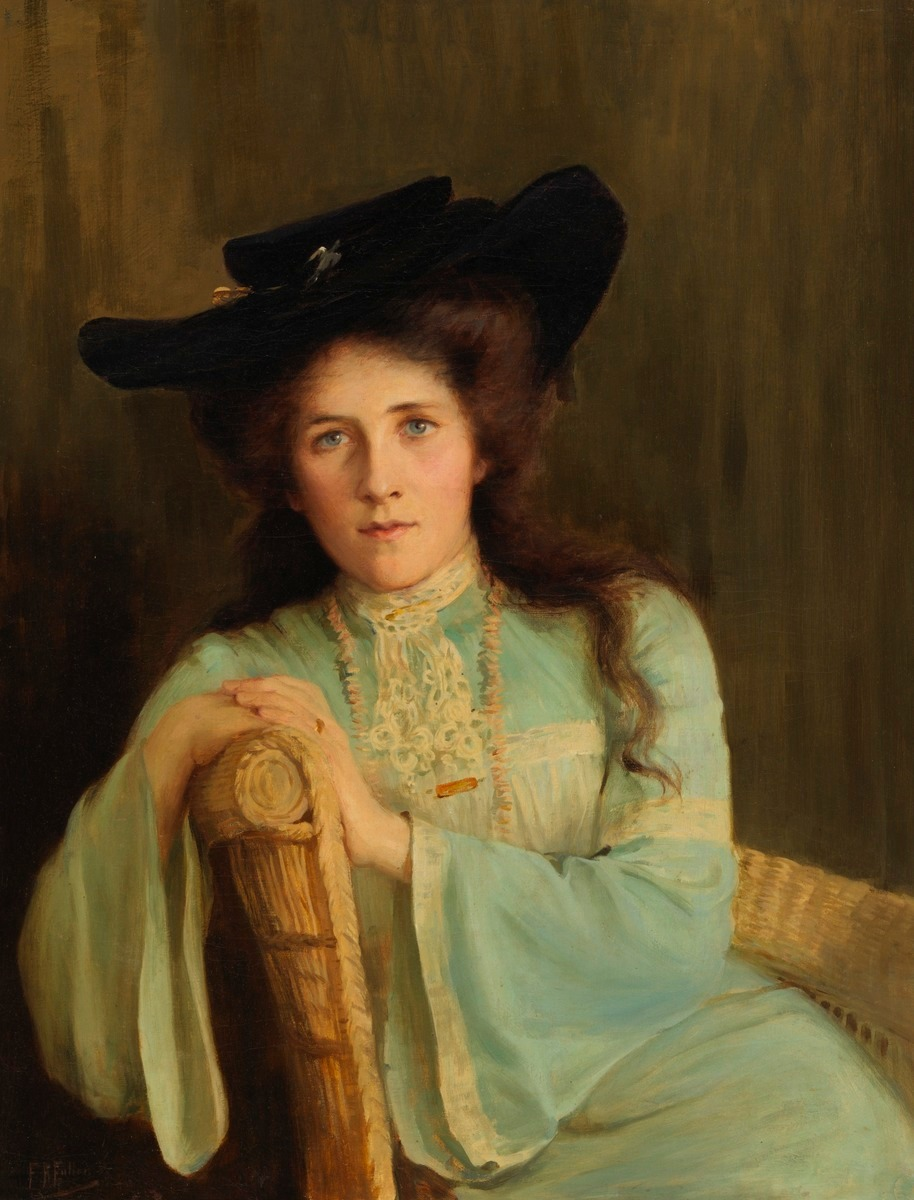
Lady Hackett, ca. 1908

El 1927, als seixanta anys, va ser internada al Gladesville Mental Asylum. Fuller morí de manera gairebé inadvertida l'any 1946, després d'haver estat quasi vint anys reclosa en un sanatori per a malalts mentals. Després de la seva mort, la informació sobre la seva obra sovint fou silenciada a les obres de referència sobre pintura australiana, i el coneixement sobre la seva figura i obra va esdevenir obscur malgrat que nombroses pintures seves formen part de col·leccions públiques australianes.